# Giovanni Delfino (1617–1699)
Giovanni Delfino (ur. 22 grudnia 1617 w Wenecji, zm. 19 lipca 1699 w Udine) – włoski kardynał.

## Życiorys
Urodził się 22 grudnia 1617 roku w Wenecji, jako syn Niccola Delfino i Isabetty Priuli. Studiował w Wenecji i Padwie, uzyskując doktorat z prawa. Po studiach pracował dla rządu Republiki Weneckiej i został jej ambasadorem w Austrii i Francji. 23 czerwca 1656 roku został tytularnym arcybiskupem Suk Ahras i koadiutorem – patriarchą Akwilei, a 30 listopada przyjął sakrę. Rok później zsukcedował patriarchat, a 1658 roku został asystentem Tronu Papieskiego. Zarządzał diecezją głównie poprzez koadiutorów: swojego brata i bratanka. 7 marca 1667 roku został kreowany kardynałem prezbiterem i otrzymał kościół tytularny San Salvatore in Lauro. Zmarł 19 lipca 1699 roku w Udine.